# Куп пет нација 1929.
Куп пет нација 1929. (службени назив: 1929 Five Nations Championship) је било 42. издање овог најелитнијег репрезентативног рагби такмичења Старог континента. а 15. издање Купа пет нација.
Куп је освојила Шкотска.

## Такмичење
Француска - Ирска 0-6
Шкотска - Француска 6-3
Енглеска - Велс 8-3
Велс - Шкотска 17-7
Енглеска - Ирска 5-6
Велс - Француска 8-3
Ирска - Шкотска 7-16
Ирска - Велс 5-5
Шкотска - Енглеска 12-6
Француска - Енглеска 6-16

## Табела
|   | Селекција                      | ИГ | Д | Н | И | ПД | ПП | ПР  | Б |  |
| - | ------------------------------ | -- | - | - | - | -- | -- | --- | - |  |
| 1 | Рагби репрезентација Шкотске   | 4  | 3 | 0 | 1 | 41 | 30 | +11 | 6 |  |
| 2 | Рагби репрезентација Велса     | 4  | 2 | 1 | 1 | 30 | 23 | +7  | 5 |  |
| 2 | Рагби репрезентација Ирске     | 4  | 2 | 1 | 1 | 24 | 26 | -2  | 5 |  |
| 4 | Рагби репрезентација Енглеске  | 4  | 2 | 0 | 2 | 35 | 27 | +8  | 4 |  |
| 5 | Рагби репрезентација Француске | 4  | 0 | 0 | 4 | 12 | 36 | -24 | 0 |  |

| Победник Купа домаћих нација 1929.                        |
| --------------------------------------------------------- |
| Репрезентација Шкотске 10. титула првака Европе у рагбију |